# لوطی

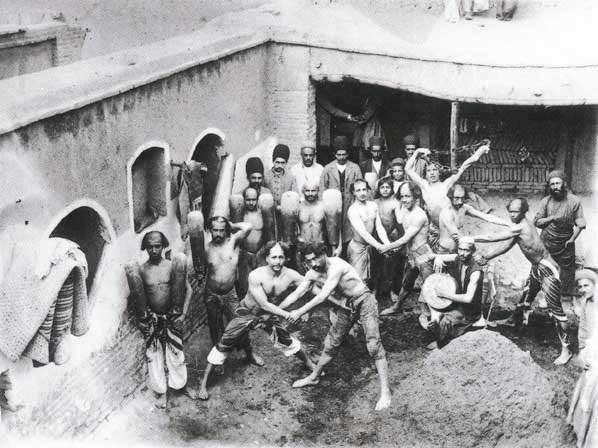
تصویر لوطی‌ها توسط آنتوان سوریوگین

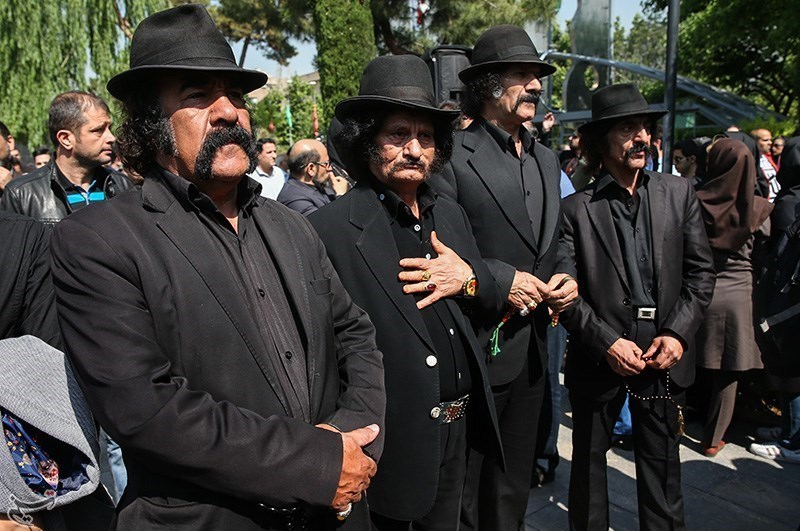
لوطی‌های تهرانی در مراسم تشییع (۱۳۹۷)

لوطی واژه‌ای است که در ایران دورهٔ قاجار و پیش از آن برای توصیف قشری از مردان به کار می‌رفت که خصوصیاتی از نظر ظاهری و اخلاقی داشتند، از جمله پایبندی به برخی اخلاقیات همچون جوانمردی و امانت‌داری، اما نسبت به برخی هنجارهای اخلاقی بی‌تفاوت بودند. لوطی‌ها اغلب به زورخانه رفت‌وآمد می‌کردند، و برخی‌شان به خوانندگی و رقاصی و اجرای نمایش سرگرمی با میمون یا دیگر حیوانات می‌پرداختند. لوطی‌ها شأن پایینی در جامعه داشتند و حتی از سوی برخی، شرور دانسته می‌شدند. در برخی موارد، واژهٔ لوطی بار جنسی هم داشت.

## تعریف
لوطی معانی متفاوتی دارد. لوطی در زمان قاجار به گروهی از کشتی‌گیران و بدنسازان آن زمان که به زورخانه رفت‌وآمد می‌کردند، گفته می‌شد. نشان ظاهری لوطی‌ها، دستمال یزدی و زنجیر بود. بسیاری از این لوطی‌ها به عنوان کاسب خرده‌پا در بازار کار می‌کردند و بعضی به شغل‌هایی مانند نگهبانی شب، محافظت از حصارهای شهر و سازماندهی مراسم محرم مشغول بودند. آن‌ها هنگام پیوستن به گروه لوطیان، به زندگی بر اساس اخلاق جوانمردی، دفاع از ضعیفان در برابر زورگویان، حمایت از محله در برابر تهدیدهای بیرونی و اجتناب از اشتغال به مشاغل پَست سوگند یاد می‌کردند. آن‌ها به هنگام تمرین در زورخانه (حتی در شهرهای ترک‌زبان مانند تبریز) اشعار شاهنامه را می‌خواندند و برخی از آن‌ها به فرقه‌های تصوف مانند حیدری و نعمتی پیوسته بودند.
لفظ «لوطی» در مقابل لفظ «پِنطی» (به معنای فرد بی‌غیرت و فاقد صفات لوطی‌گری) به کار می‌رفته است. از دیدگاه برخی از مردم، لوطی‌ها پهلوان و قهرمان مردمی بودند؛ اما در نظر برخی دیگر، افرادی شرور تلقی می‌شدند. لوطی‌ها معمولاً به چشم‌پاکی، امانت‌داری و برخی رسوم مذهبی پایبند بودند، اگر چه نسبت به هنجارهای اجتماعی و موازین اخلاقی رایج بی‌تفاوت بودند. باده‌نوشی و قمار که هر دو از نظر شرعی و عرفی در جامعهٔ ایران مضموم بودند، نزد لوطیان امری رایج و پذیرفته شده بودند. لوطی‌ها در مراسم محرم و صفر هم نقش داشتند و در برپایی تکایا و علم‌کشی و شورآفرینی در دسته‌های سینه‌زنی نقش ایفا می‌کردند. برخی از لوطیان هم به استخدام روحانیون در می‌آمدند و مأمور گردآوری مالیات‌های شرعی نظیر خمس و زکات می‌شدند.
لوطی‌ها دارای سلسله‌مراتب بودند. یک لوطی تازه‌وارد لقب «داش» (مخفف داداش) می‌گرفت. به تدریج لوطی‌ها به درجه‌های بالاتر نظیر «داش مشدی» و «چغاله مشدی» می‌رسیدند. بالاترین درجه بین لوطی‌ها «باباشمل» نام داشت و معمولاً هر محله تنها یک باباشمل داشت. برای ترقی به درجات بالاتر، لوطی‌ها می‌بایست کارهایی از قبیل علم‌کشی و نوحه‌خوانی انجام می‌دادند یا کار برجسته‌ای می‌کردند که از عهدهٔ هر کس برنیاید، مثل خوردن یک کاسه هل و گلاب طوری که هیچ ته کاسه باقی نماند، یا شنا کردن بی‌وقفه برای ۲۰ یا ۳۰ دور در حوض حمام، خوردن ۱۰ دست چلوکباب.
لوطی‌ها در بسیاری از آشوب‌ها و درگیری‌ها نقش داشتند و در خط مقدم نزاع با عوامل حکومت بودند. برای نمون، در دورهٔ قاجار و زمان سلطنت فتحعلیشاه، محمدشاه و ناصرالدین‌شاه و زمان لشکرکشی‌های آنان به اصفهان، لوطیان نقش چشمگیری در مقاومت داشتند چنانکه سخت‌ترین شکنجه‌ها نیز نصیب رهبران لوطی می‌شد. همچنین، از آنجا که حکومت در تأمین رفاه مردم کوتاهی می‌کرد، شورش مردم یکی از روش‌های ارادهٔ عموم بر صاحبان قدرت بود، چرا که حکومت از هزینه‌های سیاسی و اقتصادی ناشی از بی‌نظمی، بیم داشت. لوطیان در این شورش‌ها هم نقش کلیدی داشتند. آن‌ها اموال ثروتمندان را در این آشوب‌ها غارت می‌کردند و بعد بین فقرا تقسیم می‌کردند. در شهرهای ایران قاجار که محله‌ها به دو دستهٔ اعیان‌نشین و فقیرنشین قابل تقسیم بود، لوطیان در محله‌های فقیرنشین جنبش و فعالیتشان همواره نیرومند بود.
لوطی‌ها سبک حرف زدن خاصی داشتند، از جمله این که ناسزاهایی مخصوص به خود داشتند؛ مثلاً به جای بی‌مروت و بدکردار از لفظ‌های «لامروت» و «لاکردار» استفاده می‌کردند.

## خاستگاه
واژهٔ لوطی ریشه در نام قوم لوط دارد. لوطی و لاطی هر دو به معنای غلامباره و کودک‌باز هستند و این واژه با همان معنا تا اواخر سدهٔ ۱۲۰۰ ه‍.خ به کار می‌رفته است. اما این واژه در زمان معاصرتر بیشتر به معنای فرد بی‌باک و نامقید به کار می‌رود. لفظ لوطی اولین بار توسط کسایی شاعر قرن چهارم به کار رفته، که لوطی‌ها را با «بچه‌های بی‌ریش» یکی دانسته است. مولوی و عبید زاکانی لوطی‌ها را شاهدباز می‌دانستند و واژهٔ لواطی هنوز همان‌طور استفاده می‌شود. ناصرخسرو هم از لوطیان در کنار شرابخواران، دزدان و روسپی فروشان نام می‌برد. اما همهٔ متون دلالت‌هایشان بر مفاهیم منفیِ جنسی نیست؛ مثلاً سوزنی هشدار می‌داد که در معاملات تجاری نمی‌شود به لوطی‌ها اعتماد کرد. در زبان هندی نیز واژهٔ «بانکا» چنین بار معنایی را دارد و به افراد نامقید ولی بی‌باک گفته می‌شود.
منشأ استفادهٔ امروزین از واژهٔ لوطی‌بازار یا لوطی‌بازی به معنای تقلب کردن، خصوصاً در امور مالی، و لوطی کردن به معنای اسراف و صرفه‌جویی نکردن از همین‌جاست. در قرن شانزدهم میلادی (معادل دورهٔ صفویه) و احتمالاً خیلی قبل‌تر، این لفظ برای اشاره به گروهی از قلندران بی سر و پا و لوطیان قلندرنمای بنگیانه (درویشان بینوا و سرگرم‌کنندگان درویش‌نما که از مواد مخدر استفاده می‌کردند) به کار می‌رفت. لوطی به دلقکان دربار امیری و سرگرم‌کنندگان دوره‌گرد (بندبازان، رقاصان و دلقکان) که کمدی بداهه اجرا می‌کردند یا آن‌ها که حیوان، معمولاً میمون، خرس یا بز، همراه داشتند و با موسیقی می‌رقصیدند هم گفته می‌شد. در قرن نوزدهم این لفظ به دزدانی مانند رابین هود که به سنت عیاری، حاکمان ستمگر را به چالش می‌کشیدند به کار می‌رفت. لوطی‌ها جدا از جنبهٔ ضد اجتماعی خود به خاطر لوطی‌گری یا جوانمردی شناخته می‌شدند. به این دلیل، از الفاظ لوطی‌خدایی و لوطی‌اللهی که هر دو به معنای ارتباط فعالیت‌های آنان با عدالت الهی بود، استفاده می‌شد.
پدیدهٔ لوطی‌گری احتمالاً شکلی انحطاط یافته از تشکیلات اهل فتوت و عیاران است. عیاری احتمالاً ریشه در دورهٔ اشکانیان دارد. با فروپاشی ساسانیان و ورود اسلام به ایران، عیاران در گروه‌های اجتماعی سازمان یافتند و در مقابل ظلم حاکمان مستبد که مالیات‌های سنگین بر مردم وضع می‌کردند، ایستادگی کردند. فعالیت‌های آنان در خراسان و سیستان و عراق بر شکل‌گیری صفاریان مؤثر بود. ویژگی‌هایی که در آیین فتوت و عیاران شناخته شده بود، نظیر جوانمردی، حمایت از سالمندان، سخاوت، وفاداری و غریب‌نوازی، همان‌هایی هستند که بعدها نزد لوطی‌ها نیز نمود داشتند. اما تا دورهٔ صفویه، اهل فتوت تدریجاً دچار انحطاط‌های اخلاقی شدند و در دورهٔ صفویه تدریجاً جای خود را به لوطی‌ها و مشدی‌ها دادند.

## پوشش
پوشش رایج لوطی‌ها در دوران حکومت پهلوی شامل کلاه مخملی، سبیل تاب‌دار، و کت و شلوار مشکی بود. اما پیش از آن و در دورهٔ قاجاریه، پوشش لوطی‌ها شامل این موارد بود: دستمال ابریشمی کاشانی، چپق با چوب آلبالو یا عناب، شالی که به دور کمر بسته می‌شد و جام برنجی کرمانی را نگه می‌داشت، گیوه، زنجیر یزدی، و قمهٔ اصفهانی.

## موسیقی
آی گل‌پونه نعناپونه / آقا رو می‌خوای تو توپخونه / خانومو می‌خوای خیابونه
بازار بزازا توی تهرونه / قلهک و زرگنده راهَ شمرونه / سِد اسمال راه چاله میدونه
دست چپِ سرپولک عولاجونه / اونچی که غِل می‌خوره بوم غلطونه / ...
دلبرو بیگیر و وِلِش ده / تیله رو وردار و قِلِش ده
بچه رو بگیر و نازش کن / قنداقش تَره و وازش کن / ...

ساسان فاطمی در مقاله‌ای، نقش لوطی‌ها در موسیقی را شرح داده است. وی با تحقیق در منابع نشان داد که واژهٔ لوطی به موسیقی‌دان-رقاص‌های دوره‌گرد اطلاق می‌شد که حیوان‌بازی می‌کردند. اگر چه این واژه بیشتر در دههٔ ۱۳۲۰ و ۱۳۳۰ ه‍.خ کاربرد داشت اما ریشهٔ آن به بیش از صدسال پیش از آن بازمی‌گردد، چنان‌که حتی در زمان ناصرالدین شاه هم از لوطی‌هایی ذکر آمده که میمون و حتی شیر پرورش می‌دادند و با تنبک به هنرنمایی می‌پرداختند. لوطی‌ها موسیقی و سرگرمی را در هم می‌آمیختند و در کنار رقص و ساز و آواز و بازی با حیوانات، کارهای دیگری همچون تقلید صدا و پانتومیم و رقص‌های مضحک هم انجام می‌دادند. باید توجه داشت که همهٔ لوطی‌ها موسیقی‌دان نبودند، و «داش‌مشدی‌ها» و بزن‌بهادرهایی که لوطی صفت بودند نیز «لوطی» نام داشتند و تنها آن دسته‌شان که از صدای خوش و استعداد موسیقی برخوردار بودند به این امر مشغول می‌شدند.
در مناطق روستایی، لوطی‌ها نوعی از موسیقی سازی را اجرا می‌کردند که در آن از سرنا همراه نقاره یا دهل استفاده می‌شد. از نظر نقش موسیقی، لوطی‌ها جایگاه نازلی داشتند و تحقیری که به آن‌ها روا می‌شد نه فقط به دلیل شأن اجتماعی‌شان، که به دلیل نوع موسیقی‌شان بود. در جامعهٔ ایران در آن زمان، موسیقی سازی به دلایل دینی مکروه بود اما موسیقی آوازی پذیرش بیشتری داشت. لوطی‌ها که موسیقی سازی را به شکل حرفه‌ای و در قبال دریافت پول اجرا می‌کردند، به همین خاطر مضموم بودند. همچنین لوطی‌ها گاهی موسیقی‌شان را با رقص و شیرین‌کاری‌های آکروباتیک همراه می‌کردند که این نیز در جامعهٔ رقص‌گریز ایران، امری ناپسند شمرده می‌شد. رد این لوطی‌ها را حتی تا منطقهٔ قفقاز هم می‌توان یافت، جایی که با نام «لُتو» شناخته می‌شدند و در مراسم عروسی همراه با نواختن دایره آواز می‌خواندند.
در مناطق شهری‌ها هم لوطی‌ها (که نسبت به مطرب‌ها شأن اجتماعی کمتری داشتند)، در دسته‌های دو یا سه‌تایی در کوچه می‌چرخیدند، خانه‌هایی که به تازگی زایمان یا ختنه‌سوران داشتند را پیدا می‌کردند و برای اهل خانه تنبک می‌زدند و آواز می‌خواندند و پس از گرفتن مبلغی ناچیز یا کمی میوه و شیرینی، می‌رفتند. برخی از این لوطی‌ها میمون هم به همراه داشتند و آن را به رقص و نمایش می‌گذاشتند، و برخی در گروهشان یک نوازندهٔ کمانچه یا تار هم داشتند.
بسیاری از اشعاری که لوطی‌ها اجرا می‌کردند، محتوای چرندی داشتند و فاقد ملودی بودند (دکلمه‌وار اجرا می‌شدند) و ریتمی کودکانه و شاد داشتند. شعرشان معمولاً انسجام زیادی نداشت و از چند تکهٔ به هم چسبانده تشکیل می‌شد که فاقد معنای مشترک بودند.